# Округ Кејн (Јута)
Округ Кејн (енгл. Kane County) је округ у америчкој савезној држави Јута. По попису из 2010. године број становника је 7.125.

## Демографија
Према попису становништва из 2010. у округу је живело 7.125 становника, што је 1.079 (17,8%) становника више него 2000. године.
| Група             | 2000.         | 2010.         |
| Белци             | 5.724 (94,7%) | 6.639 (93,2%) |
| Афроамериканци    | 2 (0,0%)      | 16 (0,2%)     |
| Азијати           | 13 (0,2%)     | 31 (0,4%)     |
| Хиспаноамериканци | 140 (2,3%)    | 263 (3,7%)    |
| Укупно            | 6.046         | 7.125         |